# مركز المدافعين عن حقوق الإنسان
مركز المدافعين عن حقوق الإنسان يعرف أيضاً بمركز الدفاع عن حقوق الإنسان، (بالفارسية: کانون مدافعان حقوق بشر) منظمة حقوق إنسان إيرانية.

## المنظمة
تتركز منظمة DHRC في طهران وهي نشطة في الدفاع عن حقوق المرأة والسجناء السياسيين والأقليات في إيران. أسس العديد من أبرز المحامين الإيرانيين المنظمة وهم أعضاء فيها. شيرين عبادي، الحائزة على جائزة نوبل للسلام لعام 2003 هي المديرة الحالية لمركز الدفاع عن حقوق الإنسان. كانت عبادي إلى جانب أربعة من أبرز المحامين الإيرانيين هم عبد اللطيف سلطاني ومحمد سيف زاده ومحمد علي دادخاه ومحمد شريف الأعضاء المؤسسين للمنظمة. انضمت نرجس محمدي إلى المنظمة في عام 2003 وأصبحت نائب المدير.
المركز عضو في الفيدرالية الدولية لحقوق الإنسان وقد تلقى جائزة حقوق الإنسان لعام 2003 من اللجنة الوطنية الفرنسية لحقوق الإنسان.
لا تحتاج منظمات مثل DHRC إلى ترخيص لكي تعمل في إيران، لكن قد يكون مفيدًا. لم تنجح منظمة DHRC في الحصول على تسجيل رسمي سواء كان في عهد رئاسة محمد خاتمي أو في عهد رئاسة محمود أحمدي نجاد. طالبت منظمة DHRC بالترخيص في فبراير/ شباط عام 2004.
وفقاً لعبادي، في سبتمبر/ تشرين الأول 2006، أعلن النائب السياسي لوزارة الداخلية أن المجلس وافق على الطلب لكن وزارة الداخلية لم تصدر تصريحاً أبداً.

## الإنجازات
ساعد مركز DHRC في الدفاع عن عدّة قضايا قانونية مثل «سلسلة جرائم قتل المثقفين الإيرانيين» وقضايا المدونين الإيرانيين وكذلك الدفاع عن أكبر غانجي وعائلة زهراء كاظمي من بين العديد من القضايا.

## العلاقات مع الحكومة

### إغلاق المكتب
خطط مركز DHRC أن يقيم احتفالاً في 21 ديسمبر/ كانون الأول على شرف الذكرى السنوية الستين للإعلان العالمي عن حقوق الإنسان. في ذلك اليوم، أغلق المسؤولون الأمنيون مكاتب DHRC بدون تقديم أمر من المحكمة يسمح لهم بذلك.
وفقاً لشيرين عبادي، في 22 و29 ديسمبر/ تشرين الأول 2008 تم تفتيش الكثير من مكاتب DHRC وصودرت بشكل غير قانوني الكثير من الممتلكات، ولم تتم إعادة بعضها. في 1 يناير 2009 هاجمت مجموعة من الباسيج المبنى وخربته بينما قامت الشرطة بالتفتيش.
تمت إدانة هذه الأفعال بشكل واسع. أصدر الأمين العام للأمم المتحدة بان كي مون تصريحاً يعرب فيه عن قلقه. دعا الاتحاد الأوروبي إيران «إلى احترام اتفاقيات حقوق الإنسان الدولية والحق في التجمع السلمي».

### التهديدات
تعرّض موظفو المكتب للتهديد وأُجبروا على الاستقالة. تم استدعاء العديد من أعضاء DHRC ولجنة الدفاع عن الانتخابات الحرة السليمة العادلة، والمجلس الوطني للسلام للاستجواب وتم تحفيزهم على إنهاء تعاونهم مع تلك المنظمات والجهود. كما مُنع بعضهم بشكل غير قانوني من السفر خارج إيران.
هدّد المسؤولون الأمنيون الأشخاص الذين كان من المقرر أن يحضروا اجتماعات مركز DHRC والتي تمت إعاقتها ومنعها من الحصول. وجاءت الشرطة لتفرقة الحاضرين.

### الديانة البهائية
اتهمت وكالة الأنباء الحكومية الرسمية، وهي وكالة أنباء جمهورية إيران الإسلامية (IRNA)، شيرين عبادي وابنتها باتباع الديانة البهائية التي لا يُعترف بها في إيران. نفت عبادي هذه التهمة على الرغم من أن سكرتيرة مركز المدافعين عن حقوق الإنسان، زينوس سبحاني، بهائية. اعتقلت سبحاني في 14 يناير عام 2009 واحتجزت في سجن إيفين بطهران مدة 55 يوماً قبل أن يُطلق سراحها بكفالة 70 مليون تومان (70.000 دولار أمريكي). قال عبد اللطيف سلطاني محامي مركز المدافعين عن حقوق الإنسان لقناة BBC: «على الأرجح أنه تم اعتقالها بسبب عملها مع DHRC، وأيضاً لأنها بهائية على الرغم من أن أيًا منهما ليست جريمة ولم يتم الإعلان عن تهم أخرى ضدها حتى الآن». كانت جينوس سبحاني أيضاً أمينة لحملة التعاون للتطهير من الألغام (MCCC) وعملت مع المنظمة للدفاع عن ضحايا الألغام. اعتُقلت مجدداً بعد احتجاجات عاشوراء لعام 2009 وفي سبتمبر 2010 حُكم عليها بالسجن لمدة سنتين.
اتهمت IRNA نائب مدير DHRC «بنشر إشاعات ضد الدولة» على الرغم من أنه لم يتم توجيه تهم رسمية له من هذا القبيل.

### اعتقالات أخرى
احتُجز عبد اللطيف سلطاني في يونيو 2009. اعتُقل محمد علي دادخاه من DHRC وفقاً لتقارير، إلى جانب آخرين، في طهران 8 يوليو 2009. ويقال إنه مثّل قانونياً المئات من الناس المعتقلين بعد انتخابات يونيو/ حزيران.